# Euneophlebia atrisparsa
Euneophlebia atrisparsa là một loài bướm đêm trong họ Noctuidae.